# カシオペヤ座イプシロン星
カシオペヤ座ε星は、カシオペヤ座にある3等星の恒星である。

## 特徴
カシオペヤ座ε星は、カシオペヤ座のW字で一番、左側にあり、一番暗い。スペクトル型はB3Vp_shで、水素で核融合反応を起こす主系列星とされる。2003年、Coteらが、カシオペヤ座ε星のスペクトルに水素の輝線が見られたことから、この恒星がBe星であることを主張した。高速で自転しているため、形状は回転楕円体になっており、周囲には降着円盤が形成されているガス殻星とされている。この降着円盤が水素の輝線を発生させているとされている。表面温度は15,174Kで、太陽の5,778Kよりも約1万Kも高温である。この表面温度だと、可視光では青白く見える。

## 名称
固有名のSeginはうしかい座γ星の固有名 Seginus の誤転写が元になったとされる。この名称はアントニーン・ベチュヴァーシュの星図にしか見られず、その出所が明らかではないが、2017年9月5日、国際天文学連合の恒星の命名に関するワーキンググループ (Working Group on Star Names, WGSN) は、カシオペヤ座ε星の固有名として、Segin を正式に承認した。